# Leptodontaceae
Leptodontaceae là một họ rêu trong bộ Hypnales.